# Вучина Щепанович
Вучина Щепанович (серб. Vučina Šćepanović, нар. 17 листопада 1982, Приштина) — сербський футболіст, відомий виступами за низку сербських та боснійських клубів.

## Ігрова кар'єра
У дорослому футболі дебютував 1999 року виступами за команду клубу «Бечей», в якій провів один сезон.
Згодом з 2000 по 2004 рік грав у складі команди клубів «Сартід» та «Славія» (Сараєво).
На початку 2005 року приєднався до криворізького «Кривбаса», втім зікріпитися в українському клубі не зміг, провівши за півроку лише 9 матчів чемпіонату, в більшості з яких виходив на заміну на останніх хвилинах.
Влітку 2004 повернувся до Сербії, де став гравцем белградського «Гайдука».
2005 року провів деякий час в боснійському клубі «Славія» (Сараєво), після чого привернув увагу представників тренерського штабу македонського клубу «Македонія Гьорче Петров», до складу якого приєднався того ж 2005 року. Відіграв за клуб зі столиці Македонії наступні два сезони своєї ігрової кар'єри.
2007 року повернувся до клубу «Славія» (Сараєво). Цього разу провів у складі його команди три сезони.
З 2010 року два сезони захищав кольори команди клубу «Сараєво». Більшість часу, проведеного у складі «Сараєва», був основним гравцем команди.
До складу клубу «Зрінськи» приєднався 2012 року. Наразі встиг відіграти за команду з Мостара 2 матчі в національному чемпіонаті.